# Signe (mytologi)
Signe var i nordisk mytologi Hagbards trolovade. Hon tog livet av sig när hon nåddes av budskapet om hans dödsdom.

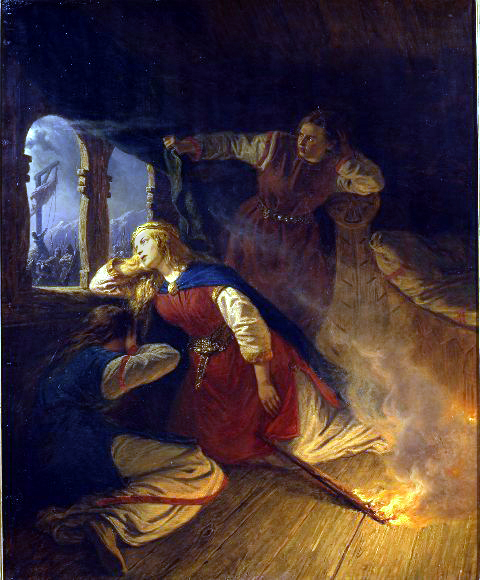
Signe och Hagbard.

Sägnen förtäljer att vikingen Hagbard från Trondheim i Norge, som gett sig ut på vikingatåg nere i Västerhavets vatten, möts av en stor flotta under ledning av kung Sigvard av Asige. De båda vikingarna drabbar samman. Slaget blir oavgjort och man sluter fred. Sigvard bjuder hem Hagbard som där möter Sigvards vackra dotter Signe. Kärlek uppstår men något bröllop kommer inte till stånd, eftersom de båda släkterna sedan lång tid tillbaka ligger i fejd med varandra. Hagbard trotsar beslutet och i en förklädnad tar han sig in till Signe. Där överraskas han av hennes båda bröder och Hagbard grips. Vid tinget i Asige döms han till döden.
Där slutar dock inte historien om Hagbard och Signe. De båda älskande beslutar sig för att dö tillsammans. För att pröva Signes trohet låter Hagbard först hissa sin mantel i galgen. När Signe ser manteln på avstånd tror hon att Hagbard är död. Hon tar då sitt liv tillsammans med några tärnor genom att bränna sig inne. Då Hagbard såg röken kunde han dö i lugn och ro.